# Castanea ozarkensis
Espèce
Synonymes
- Castanea alabamensis Ashe[1],[2]
- Castanea ozarkensis var. arkansana (Ashe) Ashe[1]
- Castanea pumila subsp. ozarkensis (Ashe) A.E.Murray[1]
- Castanea pumila (Ashe) G. E. Tucker[2]

Castanea ozarkensis, également connu sous le nom de Castanea pumila var. ozarkensis, est une espèce d'arbrez qui, à cause de Cryphonectria parasitica, ne pousse que comme un petit arbre ou un grand arbuste aux États-Unis C'est dans le genre Castanea que se trouvent les châtaignes et les types de châtaignes connus sous le nom de 'chinkapins' en Amérique du Nord. Castanea ozarkensis pousse dans les monts Ozarks et les Montagnes Ouachita du Missouri, de l'Arkansas et de l'Oklahoma. Les noix que l'arbre produit fournissaient de la nourriture aux peuples autochtones, aux premiers colons et à divers animaux, dont l'écureuil, le tamia, le cerf, la dinde et le colin. Cet arbre est sensible à Cryphonectria parasitica.
Castanea ozarkensis a été décrit par William Willard Ashe et publié dans le Bulletin of the Torrey Botanical Club 50 (11): 360-361. 1923. 
Un grand arbre, désigné « arbre champion », pousse dans le comté de Barry, dans le Missouri.

## Liste des variétés
Selon Tropicos (2 juin 2019) (Attention liste brute contenant possiblement des synonymes) :
- variété Castanea ozarkensis var. arkansana (Ashe) Ashe
- variété Castanea ozarkensis var. ozarkensis